# Charles Robinson (acteur)
Pour les articles homonymes, voir Charles Robinson et Robinson.
Charles Robinson est un acteur américain né le 9 novembre 1945 à Houston et mort le 11 juillet 2021 à Los Angeles.

## Filmographie partielle
- 1970 : Le Virginien (TV) saison 8 épisode 20 (No war for the warrior) : John Woods aka Sitkonga
- 1971 : Vas-y, fonce de Jack Nicholson
- 1972 : L'Enterrée vive (The Screaming Woman) de Jack Smight (Téléfilm)
- 1996 : Le Prix à payer de F. Gary Gray
- 1996 :  Opération Alf de Dick Lowry
- 1988 : Auto-école en folie d'Oz Scott (TV)
- 1990 : Murder C.O.D. de Alan Metzger (TV)
- 1999 : Beowulf de Graham Baker
- 2002 : Antwone Fisher de Denzel Washington